# 郭钟福
郭钟福（1914年—？），男，江苏江阴人，中国塑料加工专家，曾任上海市塑料研究所所长兼总工程师、高级工程师、名誉所长。